# Ховдски езера
Ховдските езера са две сладководни и проточни езера (Хотон нуур, на монголски: Хотон нуур и Хурган нуур, на монголски: Хурган нуур) в Западна Монголия, разположени в обширна междупланинска падина в крайната северозападна част на планината Монголски Алтай в близост до границата с Китай. През тях протича река Ховд с част от горното си течение. Езерото Хотон нуур е разположено на 2081 m н.в. Дължината му е 22 km, ширината – около 4,5 km, а площта му възлиза на 60 km². Дълбочината на езерото е до 37 m. Хурган нуур е разположено на 2073 m н.в. Дължината му е 22 km, ширината – до 6,6 km, площта му е 77,5 km², а дълбочината му достига до 17 m. В езерото Хотон нуур се вливат реките Дзагаст гол и Ут Хайтун гол, а в езерото Хурган нуур – реките Сумдайрагийн гол и Утемин гол. През зимата замръзват. Богати са на риба.